# 쥐걱겅
쥐걱겅(광둥어: 豬腳薑, 월병: zyu1 goek3 goeng1, 중국어 간체자: 猪脚姜, 병음: zhūjiǎo jiāng 주자오장[*], 한자음: 저각강)은 중국 광둥성의 전통 요리 중 하나이다. 예로부터 중국 광저우에서는 산모들이 산후조리를 위해 이 요리를 먹으며, 새 아기를 낳았음을 알리기 위해 친구나 가족에게 끓여 대접하기도 한다. 이 점에서는 한국의 미역국과 유사한 요리이기도 하다.
한자음은 '저각강'으로 직역하면 족발과 생강을 뜻한다. '쥐걱겅'은 광둥어 발음이며 표준중국어로는 '주자오장', 영어로는 한자를 직역한 'Pork knuckles and ginger stew'라고 부른다.

## 풍습과 유래

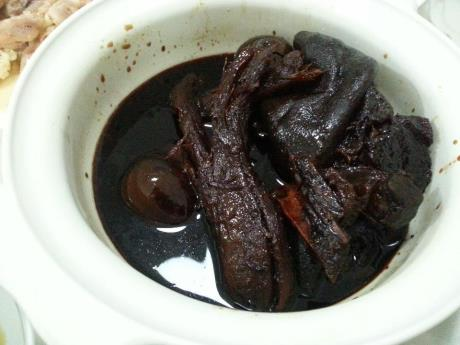
쥐걱겅

쥐걱겅은 중국 광저우 일대에서 전통적으로 전해져 내려오는 요리로, 일상에서 쉽게 먹을 수 있는 요리라기보다는 산모의 산후조리를 돕기 위해 먹는 요리이다. 산후 첫 40일 동안 먹는 요리로서, 임신으로 인한 피로를 해소하고 건강 회복을 도와주는 요리로 알려져 있다. 아이가 태어났다는 소식을 알리는 음식이기도 하며, 보통은 출산 후 12일 뒤에 친척들이나 친구들에게 끓여서 대접한다. 
명대 초의 한 설화에 따르면 옛날에 한 백정이 예쁘고 상냥한 소녀와 결혼하게 되었는데, 결혼한 지 몇년이 지나도 아이를 두지 못했다. 남편의 어머니는 불효자식이라며 그 여자와 당장 이혼하라고 종용했고, 아내는 상심하여 집을 떠나 언덕 위 오두막집에 살게 됐다. 그런데 놀랍게도 아내는 애를 임신했다는 사실을 알게 되었다.

남편은 여전히 아내를 사랑하여 매번 오두막집을 찾아갔다. 임신 소식을 들은 그는 아내와 갓 태어난 아이가 밥을 잘 챙겨 먹을지 걱정이 되어, 팔지 않은 돼지고기 몇 마리를 가져다가 큰 냄비에 달달한 흑초, 생강, 계란과 함께 넣고 끓여 주었다.
몇 년이 흘러 아이가 다 자라자, 아내는 시어머니를 용서하고 아들과 함께 시댁으로 돌아왔다. 이때 아들에게는 할머니에게 선물로 드릴 돼지생강탕 한 그릇을 가져가라고 하였다. 시어머니는 다 큰 손자와 탕 한그릇을 받고 기뻐했다. 이후로 아기가 태어날 떄마다 온 가족이 돼지생강탕을 끓여 친구와 이웃과 나누어 먹었다는 이야기다.

## 요리와 영양
쥐걱겅의 주재료는 족발, 생강, 쌀식초 (흑초), 달걀, 소금, 기름 등이다. 예로부터 유약을 바른 질그릇에 담아 요리하는데, 그냥 철냄비로 요리할 경우 식초의 산성으로 인해 금속 성분이 우러나올 우려가 있기 때문이다.
산후조리를 위한 요리인 만큼 쥐걱강의 영양가도 높은 것으로 알려져 있다. 족발 뼈의 칼슘은 식초로 인해 국물로 우러나오는데 산모의 칼슘 보충에 도움이 된다. 생강에는 비타민C가 풍부해 산모의 면역력 강화에 도움이 될 뿐만 아니라, 산모들이 자주 겪는 몸살기, '산후풍'을 예방하는 기능도 있다. 달걀은 다량의 단백질을 제공하여 산모의 근육 회복에 좋다. 쥐걱겅 한그릇의 열량은 거의 600kcal에 달하는 것으로 알려져 있다.

## 같이 보기
- 미역국
- 계란장
- 아스픽